# MTV Japonia
MTV Japonia (Music Television Japonia) – stacja telewizyjna w Japonii. Wystartowała 24 grudnia 1992 roku. Stację telewizyjną można oglądać poprzez telewizję kablową lub drogą satelitarną: SKY PerfecTV!, SKY PerfecTV! e2 i MobaHo!. Właścicielem kanału jest MTV Networks. Co roku MTV Japonia organizuje galę MTV Video Music Awards Japan (nagrody za najlepsze muzyczne klipy wideo). 

## Programy emitowane
- M Size
- M Chat
- AFTER HOURS
- Wake-Up MTV!
- Sunrise Tune
- Sunset Tune
- Afternoon Tune
- Morning Tune
- Fresh
- World Chart Express
- PeeP
- Hot Picks
- Morning Hot Picks
- DANCELIFE
- Laguna Beach
- Tempura
- Korea Top 5
- International Top 40
- Japan Chart Top 10
- U.S Top 20
- U.K Top 10
- The Hills
- Punk'd
- Pimp My Ride
- 106 & Park: BET's Top 10 Live
- Carmen Electra's Sexy Body Lesson
- Classic Series
- MTV Video Music Awards Japonia (VMAJ)
- Usavich